# Yannick Grannec
Yannick Grannec (1969) è una scrittrice francese.
Per il suo primo romanzo, edito in italiano da Longanesi col titolo La dea delle piccole vittorie, ha ricevuto il Prix des librairies 2013 in Francia.

## Biografia
Yannick Grannec, diplomatasi all'École nationale supérieure de création industrielle (ENSCI) di Parigi, esercita il mestiere di grafica e realizza qualche libro per l'infanzia: Bleus, Rouges, Jaunes, Verts, pubblicati in octobre 2003 con l'editore francese Didier, collezione Mirliton.
Una volta installatasi a Saint-Paul-de-Vence, nel sud della Francia, la Grannec si dedica assiduamente alla scrittura. La sua passione per la matematica la spinge a scrivere La dea delle piccole vittorie, romanzo sulla vita del geniale matematico Kurt Gödel raccontata dalla moglie vedova, Adèle. Il romanzo, che ottiene un grande riscontro, riceve il Premio delle librerie (Prix des libraires) nel marzo 2013.

## Opere
- 2013 : La dea delle piccole vittorie, Longanesi, La Gaia Scienza, 2014 – Prix des libraires
- 2016 : (fr) Le Bal mécanique[2], édizioni Anne Carrière – Prix du deuxième roman[3]
- 2019 : (fr) Les Simples, éditions Anne Carrière